# Ошевенская волость
Ошевенская во́лость — волость в составе Каргопольского уезда Олонецкой губернии.

## Общие сведения
Волостное правление располагалось в селении Погост Ошевенский.
В состав волости входили сельские общества, включающие 15 деревень:
- Боровское общество
- Гаревское общество
- Михеевское общество
- Погостское общество
- Халуйское общество

На 1890 год численность населения волости составляла 3325 человек.
На 1905 год численность населения волости составляла 3490 человек. В волости насчитывалось 721 лошадь, 883 коровы и 1780 голов прочего скота.
В ходе реформы административно-территориального деления СССР в 1927 году волость была упразднена. 
В настоящее время территория Ошевенской волости относится в основном к Каргопольскому району Архангельской области.